# Астанавітєсь!
«Астанаві́тєсь!» (рос. «Астанавитесь!» — ератив до «Остановитесь!»; укр. Зупиніться!) — інтернет-мем; фраза, яка набула великої популярності після її вживання 4-м Президентом України Віктором Януковичем. Стала особливо поширеною найперше в соцмережах.
Українськими дослідниками вважається мемом комічного характеру, який породив численну мережеву постфольклорну творчість.

## Виникнення та поширення
Мем виник та поширився опісля публікування у 2014 році чергового відеозвернення вже на той час колишнього президента Віктора Януковича до українського народу, яке було записане у Ростові-на-Дону, де він закликав нову українську владу зупинитися, вживши цю фразу-заклик майже викриком. Особливої популярності мем набув наступного року, ставши насамперед невіддільною частиною різноманітних фотожаб. Пізніше фраза фактично стала крилатою і нині спостерігається її вживання практично в будь-якій сфері.
У 2020 році самопроголошений президент Білорусі Олександр Лукашенко на одному з мітингів вжив ідентичну фразу-виклик, як раніше Віктор Янукович, чим дав поштовх до нової хвилі популяризації цього мема.

## Цікаві факти
- На мем є пісня «Віті Треба Вийти» групи Estradarada.